# 顧佐 (尚書)
顧佐（1443年—1516年），字良弼，號簡菴，直隸鳳陽府臨淮縣（今安徽省鳳陽縣）人，祖籍蘇州，明朝政治人物，官至戶部尚書。

## 生平
成化四年（1468年）戊子科應天府鄉試舉人。成化五年（1469年）己丑科進士，授刑部主事，升郎中。按察錦衣指揮牛循等事，出任河間府知府。成化末，升四川按察司副使。
弘治年間，升大理寺少卿，擢都察院右僉都御史，巡撫山西。正統末年，入為左副都御史，勘罷遼東總兵官李杲、太監任良、巡撫張玉，歷戶部右侍郎、左侍郎。
正德元年，代理韓文為戶部尚書。恰逢當時戶部有冊逸失，劉瑾擅政欲加罪韓文，逼顧佐指認此事。顧佐不肯，於是連坐被奪俸三月，后再疏乞歸得到批准。劉瑾加恨，三次懲罰顧佐輸米塞上達千余石。因家貧只能借貸。正德十一年（1516年）卒，贈太子太保。

## 墓葬
顧佐墓，在鳳陽縣朝陽門外。

## 家族
曾祖父顧彥華，祖父顧瑛，父顧震，子顧仲諧。
孙顾承芳，嘉靖进士，官授户部员外郎。